# Marcelino Vargas
Marcelino Vargas (* 1. Februar 1921 in Asunción; † unbekannt) war ein paraguayischer Fußballspieler, der mit der Nationalmannschaft seines Heimatlandes an der Weltmeisterschaft 1950 in Brasilien teilnahm.

## Karriere

### Verein
Marcelino Vargas spielte ab 1945 bei Club Libertad, mit dem er die Meisterschaft 1945 gewann. Von 1951 bis 1952 lief er für den kolumbianischen Verein Deportivo Pereira auf und kehrte später bis zu seinem Karriereende 1956 zu Club Libertad zurück.

### Nationalmannschaft
Vargas debütierte im Februar 1950 beim Freundschaftsspiel gegen Argentinien. Anschließend wurde er in den Kader Paraguays für die Weltmeisterschaft 1950 berufen und kam in den beiden Spielen gegen Schweden und Italien zum Einsatz. Paraguay schied mit einem Punkt in der Gruppenphase aus. Beim Campeonato Sudamericano 1955 stand Vargas in vier der fünf Turnierspiele Paraguays im Tor. Paraguay wurde mit einem Sieg und einem Unentschieden bei drei Niederlagen Vorletzter.

## Erfolge
Libertad
- Primera División: 1945